# Stetten SH
Stetten je obec ve švýcarském kantonu Schaffhausen. Žije zde přibližně 1 400 obyvatel.

## Geografie
Stetten se nachází na kopci asi 4 kilometry severovýchodně od kantonálního hlavního města Schaffhausen v nadmořské výšce přibližně 570 m.
Vzhledem k vyvýšené poloze a vysoce vápenité půdě se ve Stettenu téměř nevyskytují povrchové vody. Výjimkou jsou nízko položené rybníky v blízkosti hradu Herblingen.
Sousedními obcemi jsou Büttenhardt, Lohn, Schaffhausen a Thayngen.

## Historie

Letecký pohled (1960)

První zmínka o Stettenu pochází z roku 1080 pod názvem Stetin. Vlastníky statků ve Stettenu byly kláštery v Schaffhausenu a v Diessenhofenu. V letech 1529 a 1534 kláštery svá práva prodaly a Stetten se stal součástí Schaffhausenu. V letech 1820/1821 získala obec vlastní pečeť. Půlměsíc je dosud obecním znakem. Stetten byl nejvíce postižen velkou bouří v září 1836. Několik domů bylo těžce poškozeno a mnoho polí bylo zpustošeno.
Během první světové války postavila společnost Georg Fischer pro své dělníky vzorové sídliště Pantli. Na jižním konci obce bylo postaveno 26 bytů pro 120 dělníků. V roce 1975 byl celý komplex opět zbourán.
Až do 50. let 20. století byl Stetten chudou vesnicí, jejíž obyvatelé se živili především zemědělstvím. Se zlepšující se ekonomickou situací a rostoucí mobilitou obyvatelstva byla stále aktuálnější touha po bydlení na venkově a od poloviny 20. století počet obyvatel rychle rostl. O stavební pozemky ve Stettenu byl zájem a začala čilá stavební činnost, která pokračuje až do 21. století. Staré zemědělské usedlosti často prošly nákladnými renovacemi a rozšířením.

## Obyvatelstvo

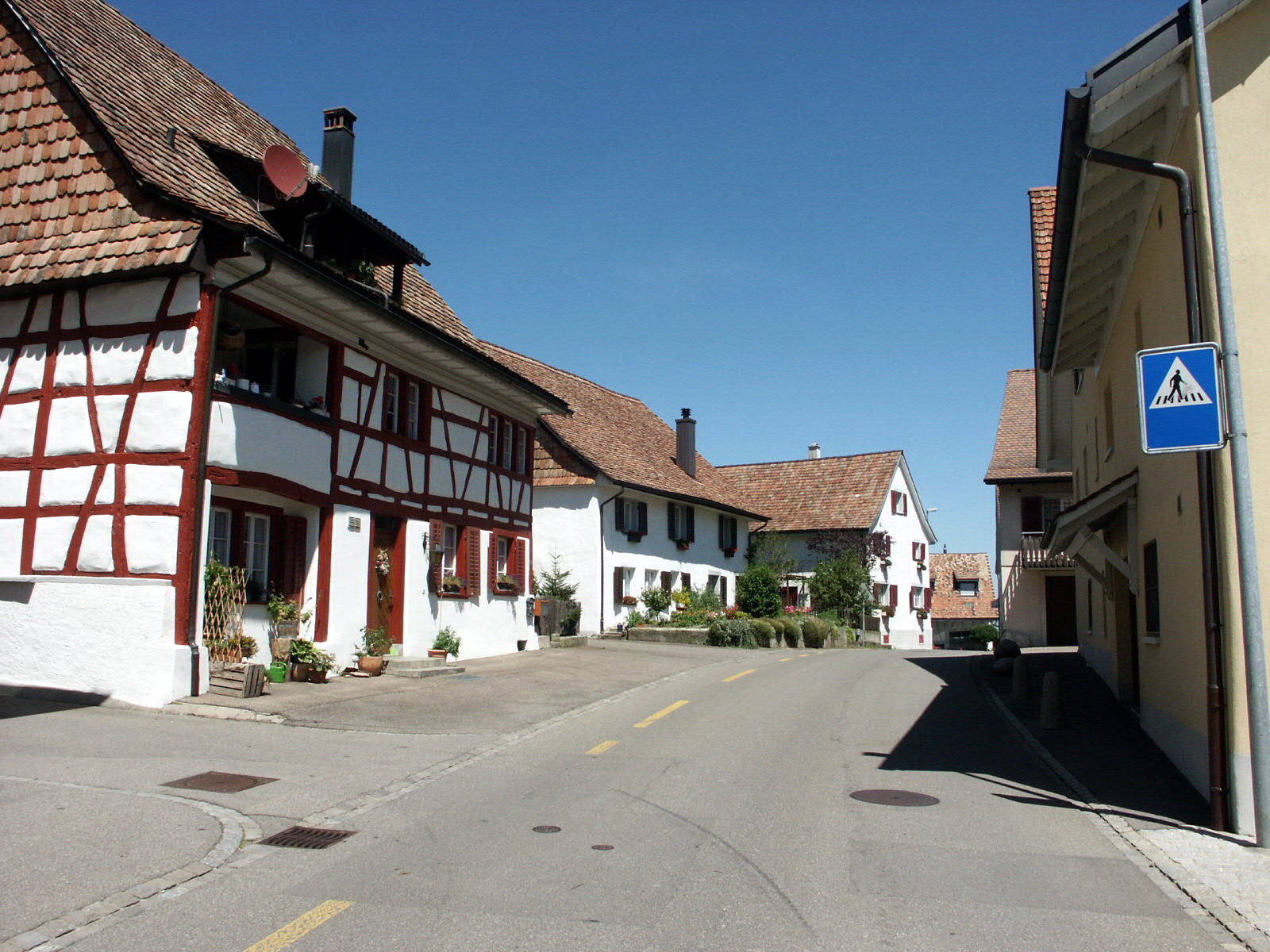
Centrum obce

| Rok            | 1850 | 1880 | 1900 | 1910 | 1930 | 1950 | 1970 | 1990 | 2000 | 2006 | 2012 |
| Počet obyvatel | 270  | 260  | 221  | 235  | 390  | 341  | 391  | 639  | 868  | 1005 | 1269 |

## Doprava
Obec je spojena s okolními sídly pouze regionálními silnicemi. Nejbližší nájezd na dálnici A4 ve směru na Curych nebo Stuttgart je vzdálen 2 kilometry.
Napojení na síť veřejné dopravy zajišťuje autobusová linka systému SchaffhausenBus ze Schaffhausenu do Opfertshofenu.